# Konståret 1866

## Händelser

### Okänt datum
- Nationalmuseum i Stockholm invigs.

## Verk

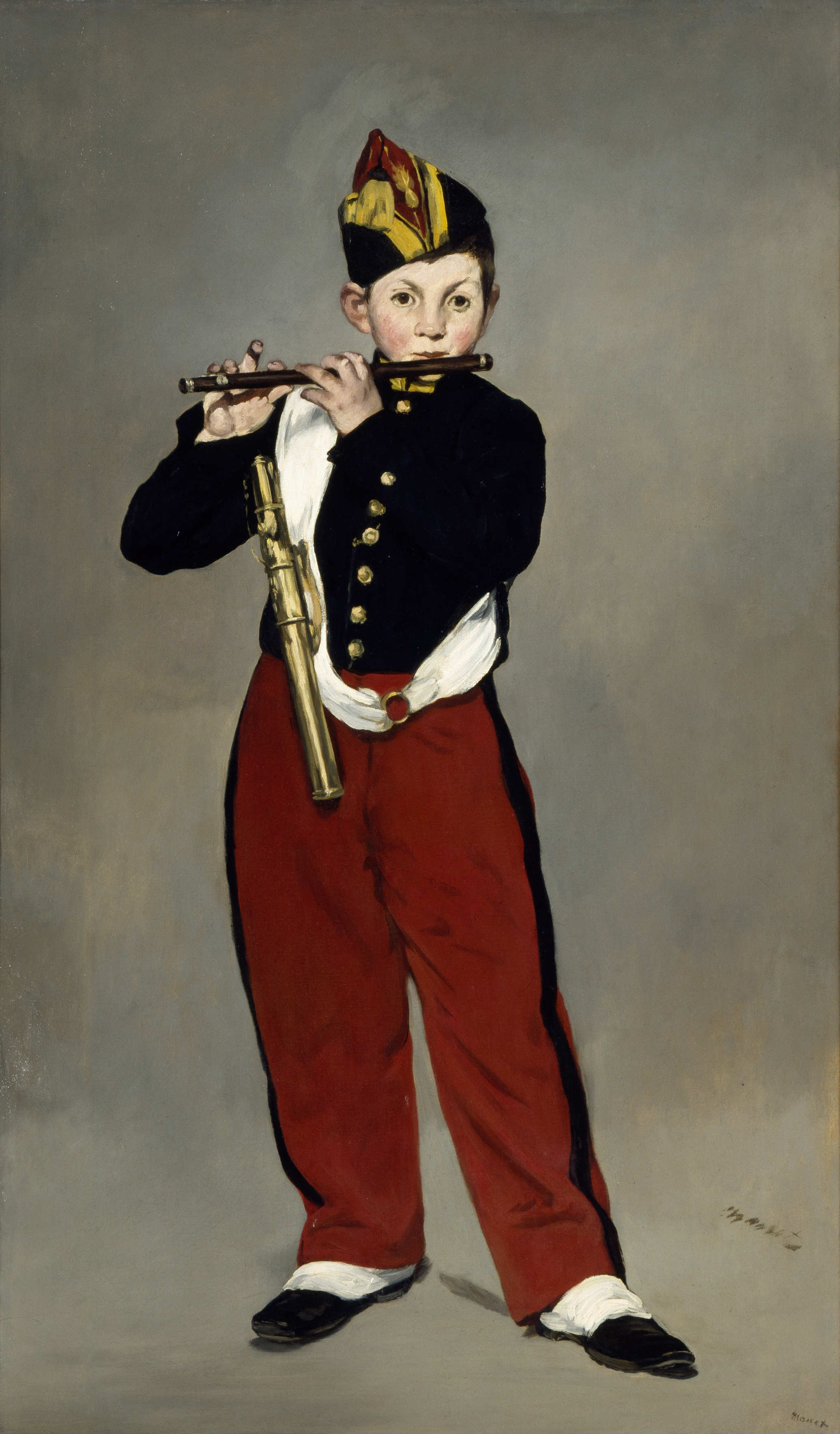
Édouard Manets tavla Flöjtspelaren färdigställdes år 1866.

- Johan Fredrik Höckert - Slottsbranden i Stockholm den 7 maj 1697
- Jean-Baptiste-Camille Corot - Agostino (National Gallery of Art, Washington DC)
- Gustave Courbet - Världens ursprung
- Winslow Homer - Prisoners from the Front (Metropolitan Museum of Art, New York)
- Paul Cézanne - Portrait de Louis-Auguste Cézanne, Père de l'Artiste (National Gallery of Art, Washington, DC)
- August Malmström – Älvalek (Nationalmuseum, Stockholm)
- Édouard Manet - Flöjtspelaren (Musée d'Orsay, Paris)
- Édouard Manet - La Femme au perroquet (Metropolitan Museum of Art, New York)

## Födda
- 31 januari - Clara Olsson (död 1954), svensk målare.
- 20 februari - Caleb Althin (död 1919), svensk målare och grafiker.
- 13 mars - Paul Graf (död 1903), svensk konstnär.
- 5 april - Charlotte Mannheimer (död 1934), svensk konstnär och mecenat
- 16 april - Henri-Gustave Jossot (död 1951), fransk konstnär och satiriker.
- 19 april - Jenny Osterman (död 1934), svensk konstnär.
- 10 maj - Léon Bakst (död 1924), rysk målare och scenograf.
- 1 juli - Ebba von Koch (död 1943), svensk konstnär (målare).
- 3 juli
  - Ambroise Vollard (död 1939), konsthandlare.
  - Albert Gottschalk (död 1906), dansk målare.
- 2 augusti - Gustaf Janson (död 1913), svensk journalist, målare och författare.
- 31 augusti - Georg Jensen (död 1935), dansk silversmed och designer.
- 22 september - Helmer Osslund (död 1938), svensk konstnär.
- 12 oktober - Guglielmo Micheli (död 1926), italiensk målare.
- 6 november - Axel Sjöberg (död 1950), svensk konstnär och illustratör.
- 12 november - Carl Wilhelmson (död 1928), svensk konstnär och professor.
- 13 december - Georg Stoopendaal (död 1953), svensk målare och tecknare.
- 14 december - Roger Fry (död 1934), engelsk målare, kritiker, pedagog, och museiman.
- 16 december - Vasilij Kandinskij (död 1944), rysk målare och grafiker.
- okänt datum - Henri-Gustave Jossot (död 1951), fransk konstnär och satiriker.
- okänt datum - Lydia Field Emmet (död 1952), amerikansk målare och designer.
- okänt datum - Milly Childers (död 1922), engelsk målare.

## Avlidna
- 15 januari - Massimo d'Azeglio (född 1798), italiensk målare.
- 18 januari - Carl Götzloff (född 1799), tysk konstnär.
- 27 januari - John Gibson (född 1790), walesisk skulptör.
- 23 mars - Ferdinand von Arnim (född 1814), tysk arkitekt och vattenfärgsmålare
- 1 april - Chester Harding (född 1792), amerikansk målare.
- 3 april - Frederick William Fairholt (född 1814), engelsk gravör.
- 26 april - Hermann Mayer Salomon Goldschmidt (född 1802), tysk målare.
- 23 juni - Carl d'Unker (född 1828), svensk konstnär.
- 16 september - Johan Fredrik Höckert (född 1826), svensk konstnär.
- 23 november - Paul Gavarni (född 1804), fransk tecknare.
- okänt datum - William Bewick (född 1795), engelsk målare.
- okänt datum - George Petrie (född 1790), irländsk arkeolog och målare.